# 普萊恩菲爾德 (新罕布什爾州)
普萊恩菲爾德（英語：Plainfield）是一個位於美國新罕布什爾州沙利文縣的鎮。

## 人口
根據2020年美國人口普查的數據，普萊恩菲爾德的面積為137.20平方千米，當中陸地面積為135.30平方千米，而水域面積為1.90平方千米。當地共有人口2459人，而人口密度為每平方千米18人。